# Jacques Veilleux
Jacques Veilleux, né le 25 février 1939 à Saint-Georges de Beauce, est un enseignant et homme politique québécois. Il est député à l'Assemblée nationale du Québec de la circonscription de Saint-Jean de 1970 à 1976, sous la bannière du Parti libéral du Québec.

## Biographie

### Jeunesse et formation
Né le 25 février 1939 à Saint-Georges de Beauce, Jacques Veilleux est le fils de Roland Veilleux, industriel, et de Corrine Poulin, et le beau-frère d'Henri Lecours. Il étudie aux universités d'Ottawa, de Sherbrooke et de Montréal.
Pendant sa carrière, il enseigne à Saint-Georges, à Victoriaville au Collège des Frères du Sacré-Cœur, à la Commission scolaire Missisquoi et à la Commission scolaire Honoré-Mercier. De 1968 à 1970, il est président de l'Association des enseignants d'Honoré-Mercier, ainsi que membre du conseil provincial de la Centrale de l'enseignement du Québec. Il est rédacteur adjoint du journal L'Éclaireur-Progrès de Saint-Georges de 1961 à 1962, ainsi que président fondateur de la Caisse d'économie des enseignants d'Honoré-Mercier en 1969.

### Carrière politique
En 1970, il devient membre de l'exécutif provincial du Parti libéral du Québec. La même année, il se présente comme candidat libéral dans Saint-Jean, où il est élu député à l'Assemblée nationale du Québec. Il est réélu en 1973. Il devient alors adjoint parlementaire au ministre des Communications du 13 novembre 1973 au 22 octobre 1975, puis au ministre du Travail et de la Main-d'œuvre du 22 octobre 1975 au 18 octobre 1976. Il est défait en 1976 et en 1981. Il est par la suite employé au Service de recherche du Parti libéral du Québec de 1976 à 1981.

### Vie après la politique
En 1981, il devient directeur de succursale à l'agence de sécurité Sécuribec à Montréal. En mai 1986, il est nommé régisseur supplémentaire à la Régie des permis d'alcool du Québec. À compter du 5 janvier 1988, il est membre de la Régie des loteries et courses du Québec. Il représente par la suite le Québec en Afrique, en poste à Abidjan (Côte-d'Ivoire) de 1989 à 1994. En 1995, il représente le Canada au Sommet de la francophonie de Cotonou au Bénin. Il occupe le poste de vice-président et directeur résident de G.G.A. Communication à Niamey au Niger de 1998 à 2000. De 2006 à 2007, il est directeur résident du National Democratic Institute de Washington à Nouakchott en Mauritanie.